# Wrong Side of Town
Wrong Side of Town (br: O Alvo Final) é um filme estadunidense, do gênero ação, dirigido por David DeFalco e produzido pela Grindstone Entertainment Group. Foi lançado diretamente em home-video em 23 de Fevereiro de 2010 nos EUA, e em 22 de Setembro de 2010 no Brasil.

## Sinopse
Ex-Agente Navy Seal Bobby Kalinowski (Rob Van Dam) vive uma vida tranquila como um arquiteto de paisagem em um subúrbio de Los Angeles com sua esposa Dawn e sua filha de 16 anos Brianna. Em uma noite são convidados a ir a um Clube por seus vizinhos Clay e Elise Freeman. Mal sabiam eles que este seria o início de uma vida de perseguição ou morte. Enquanto no clube, Dawn é abordada por um dos proprietários, Ethan Bordas, e começa a ser assedia pelo próprio. Quando Bobby vai procurar sua mulher encontra Ethan tentando manter relações com sua mulher, em uma briga corpo a corpo Ethan saca um canivete acidentalmente morre, seu irmão mais velho enfurecido, Seth, espalha pela cidade que pagaria 100 mil dólares para que o trouxesse a ele. Agora Bobby deve escapar de LA enquanto é perseguido por cada indivíduo, criminoso sábio e bandido na cidade. Bobby decide se separar de sua esposa e seus vizinhos e ir à busca auxílio com seu ex-companheiro Navy Seal Big Rone (Dave Bautista). Para complicar ainda mais a vida de Bobby, Seth tem um sargento da polícia corrupta disposto a fazer com que ele não obtenha nenhuma ajuda da lei.

## Elenco
- Rob Van Dam –  Bobby Kalinowski
- Dave Bautista – Big Ronnie (B.R.)
- Marrese Crump – Markus
- Jerry Katz – Seth Bordas
- Brooke Frost – Brianna
- Ja Rule – Razor
- Ross Britz – Ethan Bordas
- David DeFalco - Demon
- Big Daddy V – Animal
- Louis Herthum – Briggs
- Sam Medina – Latino Gang Leader
- David Jansen – Cab Driver
- J. Omar Castro – Cop
- Damon Lipari – Nicky
- Anthony Michael Frederick – Detective Hernandez
- Gabriela Ostos-Tamez – Susan
- Omarion – Stash